# Вестрон (предприятие)
«Вестрон» — харьковское предприятие, работающее в области автоматизированных систем управления технологическими процессами (АСУ ТП) атомных электростанций, тепловых электростанций, других промышленных объектов.
Предприятие было основано в 1994 году. Учредителями Вестрона выступили Westinghouse Electric Company (США) — ведущая компания в области атомной энергетики и «Хартрон» (Украина) — известное украинское предприятие по системам управления.
Системы, разработанные и изготовленные  «Вестроном»,  успешно работают на всех атомных электростанциях Украины. Значительный объём работ по АСУ ТП выполняется для объектов энергетики в других странах, в частности, в России, Армении, Чехии, Болгарии, Швеции, Испании, США, Ираке.
«Вестрон»  активно развивает современную программно—аппаратную платформу для построения систем контроля и управления «Вулкан/Вулкан-М», которая позволяет создавать широкий спектр программно-технических комплексов (ПТК) систем автоматизации, включая как простые, так и отказоустойчивые резервированные ПТК большой размерности.